# Sərtan Taşqın
Sərtan Taşqın (Tovuz, 8 ottobre 1997) è un calciatore azero, difensore del Sumqayıt.

## Carriera

### Club
Ha giocato nella massima serie azera.

### Nazionale
Ha giocato nelle nazionali giovanili azere Under-19 ed Under-21.
Il 27 marzo 2021 ha esordito con la nazionale azera giocando l'amichevole persa 2-1 contro il Qatar.

## Statistiche

### Cronologia presenze e reti in nazionale
| Cronologia completa delle presenze e delle reti in nazionale ― Azerbaigian | Cronologia completa delle presenze e delle reti in nazionale ― Azerbaigian | Cronologia completa delle presenze e delle reti in nazionale ― Azerbaigian | Cronologia completa delle presenze e delle reti in nazionale ― Azerbaigian | Cronologia completa delle presenze e delle reti in nazionale ― Azerbaigian | Cronologia completa delle presenze e delle reti in nazionale ― Azerbaigian | Cronologia completa delle presenze e delle reti in nazionale ― Azerbaigian | Cronologia completa delle presenze e delle reti in nazionale ― Azerbaigian |
| Data                                                                       | Città                                                                      | In casa                                                                    | Risultato                                                                  | Ospiti                                                                     | Competizione                                                               | Reti                                                                       | Note                                                                       |
| -------------------------------------------------------------------------- | -------------------------------------------------------------------------- | -------------------------------------------------------------------------- | -------------------------------------------------------------------------- | -------------------------------------------------------------------------- | -------------------------------------------------------------------------- | -------------------------------------------------------------------------- | -------------------------------------------------------------------------- |
| 27-3-2021                                                                  | Debrecen                                                                   | Qatar                                                                      | 2 – 1                                                                      | Azerbaigian                                                                | Amichevole                                                                 | -                                                                          |                                                                            |
| 6-6-2021                                                                   | Chișinău                                                                   | Moldavia                                                                   | 1 – 0                                                                      | Azerbaigian                                                                | Amichevole                                                                 | -                                                                          | 46’                                                                        |
| Totale                                                                     |                                                                            | Presenze                                                                   | 2                                                                          |                                                                            | Reti                                                                       | 0                                                                          |                                                                            |

## Palmarès

### Club

#### Competizioni nazionali
- Coppa d'Azerbaigian: 1

Keşlə: 2017-2018